# Греблі Ваді-Ас-Саррін
Греблі Ваді-Ас-Саррін (Wadi Bani Kharous) — інженерні споруди на півночі Оману.
У другій половині 20 століття зростання населення Оману та розширення поливного землеробства почало призводити до виснаження водоносних горизонтів, що на тлі пустельного клімату були головним джерелом прісної води в країні. Як наслідок, розробили програму їх поповнення шляхом спорудження численних гребель, які б утримували воду під час короткочасних дощів та забезпечували максимальне всотування води у алювіальні породи русла.
У 2011 році ввели в дію дві споруди такого призначення у Ваді-Ас-Саррін (за пів сотні кілометрів на південний схід від Маската):
- греблю із ущільненого котком бетону висотою 13 метрів та довжиною 105 метрів. Її доповнена розташована ліворуч насипна дамба завдовжки понад пів сотні метрів;
- розташовану за одинадцять кілометрів нижче по течії земляну греблю з ядром із пластичного бетону. Вона має висоту 10 метрів та довжину 240 метрів.
Споруди у Ваді-Ас-Саррін здатні утримувати 1,07 млн м3 та 0,72 млн м3 води.